# Pflegamt Engelthal

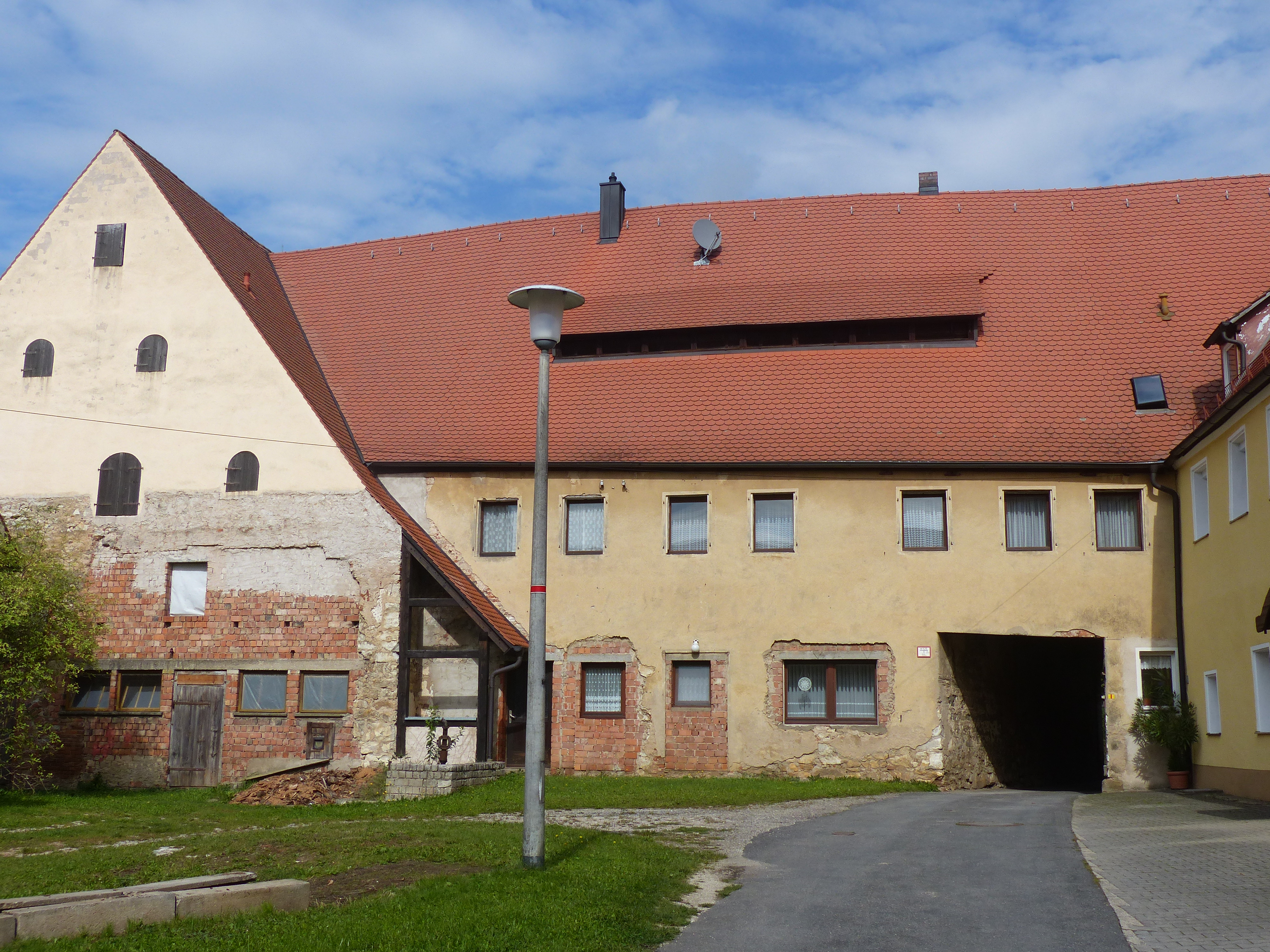
Das Pflegschloss Engelthal, der ehemalige Verwaltungssitz des Pflegamtes Engelthal

Das Pflegamt Engelthal war ein von 1565 bis 1806 bestehendes Amt der Reichsstadt Nürnberg.

## Geschichte
Das Pflegamt Engelthal wurde eingerichtet, nachdem im Jahr 1565 die beiden letzten Nonnen des Dominikanerinnenklosters Engelthal dieses zusammen mit den zugehörigen 327 Höfen und Gütern an den Rat der Stadt Nürnberg übergeben hatten. Die Besitzungen des Pflegamtes wurden von einem in Engelthal residierenden Pfleger verwaltet, für den die Reichsstadt ab dem Jahr 1567 ein Klostergebäude zum Pflegschloss Engelthal in Stand setzte, das im Zweiten Markgrafenkrieg zerstört worden war. Dem Pfleger oblag dabei auch die Anwendung der Niedergerichtsbarkeit, wohingegen die Hochgerichtsbarkeit von dem ebenfalls nürnbergischem Pflegamt Hersbruck ausgeübt wurde. Die Existenz des Pflegamtes Engelthal endete 1806, als die Reichsstadt Nürnberg mit der Rheinbundakte ihrer Selbstständigkeit beraubt und vom Königreich Bayern zwangsweise in Besitz genommen wurde.

## Beschreibung
Hochgerichtliche Befugnisse hatte das Pflegamt Engelthal nicht. Es hatte allerdings die Dorf- und Gemeindeherrschaft über 30 Orte:
- Aichamühle
- Birkensee
- Breitenbrunn
- Egensbach
- Engelthal
- Entenberg
- Erdfallmühle
- Gersberg
- Gersdorf
- Hallershof
- Hartenberg
- Ittelshofen
- Klingenhof
- Krönhof
- Kucha
- Oberkruppach
- Oberndorf
- Offenhausen
- Pötzling
- Prosberg
- Püscheldorf
- Reuth
- Rüblanden
- Schrotsdorf
- Schupf (zum Teil)
- Sendelbach
- Unterkruppach
- Vorderhaslach
- Weigensdorf (z. T.)
- Weiher

Das Pflegamt Nürnberg hatte über den Nürnberger Raum hinaus grundherrschaftliche Ansprüche in den Hochgerichtsbezirken von Brandenburg-Ansbach und Pfalz-Bayern. Gegen Ende des 18. Jahrhunderts waren es 359 Anwesen in 60 Orten.
GH gibt die Zahl der Anwesen an, über die das Pflegamt Engelthal die Grundherrschaft hatte. ∑ gibt die Gesamtzahl der Anwesen des Ortes an. % gibt den prozentualen Anteil an. Hochgericht1 gibt die Herrschaft an, die hochgerichtliche Befugnisse hatte. Hochgericht2 gibt, soweit vorhanden, eine weitere Herrschaft an, die entweder die hochgerichtlichen Befugnisse von Hochgericht1 bestritt (⚔) oder gemeinsam (⚭) mit ihr ausübte.
| Ort               | GH  | ∑   | %   | Hochgericht 1        | Hochgericht 2         |
| ----------------- | --- | --- | --- | -------------------- | --------------------- |
| Aichamühle        | 001 | 001 | 100 | Reichsstadt Nürnberg |                       |
| Aglasterhof       | 002 | 002 | 100 | Pfalz-Bayern         |                       |
| Alfalter          | 001 | 024 | 004 | Reichsstadt Nürnberg |                       |
| Arzlohe           | 003 | 010 | 030 | Reichsstadt Nürnberg |                       |
| Birkensee         | 001 | 001 | 100 | Reichsstadt Nürnberg |                       |
| Breitenbrunn      | 007 | 014 | 050 | Reichsstadt Nürnberg |                       |
| Diepersdorf       | 006 | 045 | 013 | Reichsstadt Nürnberg | Brandenburg-Ansbach ⚔ |
| Egensbach         | 014 | 018 | 078 | Reichsstadt Nürnberg |                       |
| Eismannsberg      | 001 | 033 | 001 | Pfalz-Bayern         |                       |
| Engelthal         | 038 | 038 | 100 | Reichsstadt Nürnberg |                       |
| Entenberg         | 024 | 024 | 100 | Reichsstadt Nürnberg |                       |
| Erdfallmühle      | 001 | 001 | 100 | Reichsstadt Nürnberg |                       |
| Fromberg          | 003 | 008 | 038 | Pfalz-Bayern         |                       |
| Gersberg          | 005 | 005 | 100 | Reichsstadt Nürnberg |                       |
| Gersdorf          | 012 | 021 | 057 | Reichsstadt Nürnberg | Brandenburg-Ansbach ⚔ |
| Hallershof        | 002 | 002 | 100 | Reichsstadt Nürnberg |                       |
| Happurg           | 004 | 082 | 005 | Reichsstadt Nürnberg |                       |
| Hartenberg        | 003 | 003 | 100 | Reichsstadt Nürnberg |                       |
| Häuselstein       | 002 | 007 | 022 | Pfalz-Bayern         |                       |
| Hausheim          | 003 | 040 | 008 | Pfalz-Bayern         |                       |
| Hegendorf         | 001 | 008 | 013 | Reichsstadt Nürnberg |                       |
| Henfenfeld        | 018 | 076 | 013 | Reichsstadt Nürnberg |                       |
| Ittelshofen       | 006 | 006 | 100 | Reichsstadt Nürnberg |                       |
| Kadenzhofen       | 001 | 021 | 005 | Pfalz-Bayern         |                       |
| Kainsbach         | 001 | 015 | 007 | Reichsstadt Nürnberg |                       |
| Klingenhof        | 002 | 002 | 100 | Reichsstadt Nürnberg |                       |
| Krönhof           | 002 | 002 | 100 | Reichsstadt Nürnberg |                       |
| Kucha             | 013 | 020 | 065 | Reichsstadt Nürnberg |                       |
| Leinburg          | 003 | 064 | 005 | Reichsstadt Nürnberg | Brandenburg-Ansbach ⚔ |
| Loch              | 002 | 004 | 050 | Reichsstadt Nürnberg |                       |
| Mittelburg        | 002 | 008 | 025 | Reichsstadt Nürnberg |                       |
| Mitterrohrenstadt | 001 | 015 | 007 | Pfalz-Bayern         |                       |
| Nonnhof           | 002 | 005 | 040 | Pfalz-Bayern         |                       |
| Oberdeutenbach    | 003 | 006 | 050 | Brandenburg-Ansbach  |                       |
| Oberhaidelbach    | 005 | 020 | 025 | Reichsstadt Nürnberg | Brandenburg-Ansbach ⚔ |
| Oberkruppach      | 004 | 006 | 066 | Reichsstadt Nürnberg |                       |
| Oberndorf         | 006 | 006 | 100 | Reichsstadt Nürnberg |                       |
| Offenhausen       | 040 | 066 | 061 | Reichsstadt Nürnberg |                       |
| Ottensoos         | 015 | 065 | 023 | Pfalz-Bayern         |                       |
| Peuerling         | 005 | 005 | 100 | Reichsstadt Nürnberg |                       |
| Pommelsbrunn      | 002 | 040 | 005 | Reichsstadt Nürnberg |                       |
| Pötzling          | 009 | 011 | 082 | Reichsstadt Nürnberg | Brandenburg-Ansbach ⚔ |
| Prosberg          | 007 | 008 | 013 | Reichsstadt Nürnberg |                       |
| Pruppach          | 003 | 011 | 027 | Pfalz-Bayern         |                       |
| Püscheldorf       | 006 | 009 | 066 | Reichsstadt Nürnberg |                       |
| Reuth             | 005 | 005 | 100 | Reichsstadt Nürnberg |                       |
| Rüblanden         | 011 | 015 | 073 | Reichsstadt Nürnberg |                       |
| Schwend           | 001 | 013 | 008 | Pfalz-Bayern         |                       |
| Schrotsdorf       | 013 | 015 | 087 | Reichsstadt Nürnberg |                       |
| Schupf            | 002 | 014 | 011 | Reichsstadt Nürnberg |                       |
| Sendelbach        | 008 | 017 | 047 | Reichsstadt Nürnberg |                       |
| Speikern          | 001 | 027 | 004 | Pfalz-Bayern         |                       |
| Traunfeld         | 006 | 029 | 021 | Pfalz-Bayern         |                       |
| Unterkruppach     | 008 | 010 | 080 | Reichsstadt Nürnberg |                       |
| Vorderhaslach     | 001 | 002 | 050 | Reichsstadt Nürnberg |                       |
| Waizenfeld        | 001 | 008 | 013 | Reichsstadt Nürnberg |                       |
| Weigenhofen       | 007 | 018 | 039 | Reichsstadt Nürnberg | Brandenburg-Ansbach ⚔ |
| Weigensdorf       | 001 | 004 | 025 | Pfalz-Bayern         |                       |
| Weiher            | 004 | 004 | 100 | Reichsstadt Nürnberg |                       |
| Wolfertsfeld      | 001 | 008 | 013 | Pfalz-Bayern         |                       |